# Cristina Bajo
Cristina Bajo (Córdoba, Argentina; 17 de junio de 1937) es una escritora argentina de novelas románticas históricas y cuentos basados en leyendas argentinas desde 1996. Es una autora super-ventas dentro de país, que ha sido traducida a otros idiomas.

## Biografía
Cristina Bajo nació el 17 de junio de 1937 en Córdoba, Argentina, aunque siendo niña se trasladó a Cabana. Se casó, tuvo dos hijos, y fue maestra entre otros muchos oficios.

## Premios
- Mujer del año por la legislatura de Córdoba, 1998/Mar
- Premio revelación del Mangrullo del Alba, 1999
- Mujeres al 2000 de la Universidad Nacional de Córdoba, 1999
- Premio Jerónimo Luis Cabrera, 2001
- Reconocimiento de la Agenda de las Mujeres.
- Premio Literario Academia Argentina de Letras, 2004 (Tú que te escondes)
- Premio especial Ricardo Rojas, 2005 (Sierva de Dios, ama de la Muerte)
- Ciudana Ilustre de Córdoba, 2016[14][15]

## Obras
Su extensa obra incluye varios textos destinados al público infantil y juvenil.
- Como vivido cien veces (1ª edición). Ediciones del Boulevard. 1996. ISBN 978-987-95454-0-9.
- La señora de Ansenuza y otras leyendas (1ª edición). Ediciones del Boulevard. 1997. ISBN 978-987-9234-03-7.
- En tiempos de Laura Osorio (1ª edición). Atlántida. 1998. ISBN 978-950-08-2065-3.
- Tú que te escondes (1ª edición). Sudamericana. 2004. ISBN 978-950-07-2490-6.
- El jardín de los venenos (1ª edición). Sudamericana. 2005. ISBN 978-950-07-2654-2.
- La trama del pasado (1ª edición). Sudamericana. 2006. ISBN 978-950-07-2728-0.
- El guardián del último fuego y otras leyendas argentinas (1ª edición). La Brujita de Papel. 2007. ISBN 978-987-1337-06-4.
- Cuarto oscuro (1ª edición). Recovecos. 2007. ISBN 978-987-23188-8-8. En coautoría con Jorge Londero
- Elogio de la cocina (1ª edición). Sudamericana. 2008. ISBN 978-950-07-2972-7.
- La madre del agua y otras leyendas argentinas (1ª edición). La Brujita de Papel. 2011. ISBN 978-987-1337-55-2.
- Territorio de penumbras (1ª edición). Sudamericana. 2011. ISBN 978-950-07-3280-2.
- El libro de los recuerdos (1ª edición). Ediciones del Boulevard. 2012. ISBN 978-987-556-398-8.
- El árbol de las flores blancas y otras leyendas de América (1ª edición). La Brujita de Papel. 2013. ISBN 978-987-1337-90-3.
- Ay, amor (1ª edición). Plaza & Janes. 2015. ISBN 978-950-644-343-6.
- Postales en el tiempo (1ª edición). Ediciones del Boulevard. 2015. ISBN 978-987-556-520-3.
- Leyendas de amores prohibidos (1ª edición). La Brujita de Papel. 2016. ISBN 978-987-3681-46-2. En coautoría.
- Leyendas de la Patagonia (1ª edición). La Brujita de Papel. 2016. ISBN 978-987-3681-47-9. En coautoría.
- Leyendas del pueblo guaraní (1ª edición). La Brujita de Papel. 2016. ISBN 978-987-3681-48-6. En coautoría.
- Leyendas del Nahuel Huapi (1ª edición). La Brujita de Papel. 2016. ISBN 978-987-3681-49-3. En coautoría.
- Leyenda del lobizón y otros miedos (1ª edición). La Brujita de Papel. 2016. ISBN 978-987-3681-50-9. En coautoría.
- Leyendas de agua y fuego (1ª edición). La Brujita de Papel. 2016. ISBN 978-987-3681-51-6.
- Alguien llama a la ventana (1ª edición). Edhasa. 2016. ISBN 978-987-628-405-9.
- Leyendas de gigantes y otros sustos (1ª edición). La Brujita de Papel. 2016. ISBN 978-987-3681-53-0. En coautoría.
- Leyendas de América (1ª edición). La Brujita de Papel. 2016. ISBN 978-987-3681-54-7.
- Leyendas del noroeste (1ª edición). La Brujita de Papel. 2016. ISBN 978-987-3681-55-4. En coautoría.
- Leyendas de fantasmas (1ª edición). La Brujita de Papel. 2016. ISBN 978-987-3681-56-1. En coautoría.
- Esa lejana barbarie (1ª edición). Sudamericana. 2017. ISBN 978-950-07-5910-6.

### Agendas temáticas
Fue la primera escritora cordobesa en editar sus propias agendas. De la mano de Lorena Cervantes, editó cuatro agendas de gran sensibilidad artística y gráfica, con textos selectos e imágenes de pintores de otras épocas. Estas agendas fueron:
- 2007 Mujeres de Leyenda
- 2008 Pequeñas Reinas
- 2009 Mujeres que Leen
- 2010 Mis Escritoras